# تیم ملی فوتبال زنان ساحل عاج
تیم ملی فوتبال زنان ساحل عاج نمایندهٔ زنان این کشور در ردهٔ ملی است. این تیم اولین بازی بین‌المللی خود را در سال ۱۹۸۸ و در مقابل هلند انجام داد. آنها در حال حاضر در ردهٔ ۶۷ جهان و ششم کنفدراسیون فوتبال آفریقا قرار دارند. این تیم تحت نظارت فدراسیون فوتبال ساحل عاج (به طور مخفف: FIF) قرار دارد. لقب این تیم فیل‌ها است.

## پیشینهٔ رقابتها

### جام جهانی
| سال   | نتیجه       | جایگاه    | Pld       | W         | D         | L         | GF        | GA        |
| ----- | ----------- | --------- | --------- | --------- | --------- | --------- | --------- | --------- |
| ۱۹۹۱  | وارد نشد    | وارد نشد  | وارد نشد  | وارد نشد  | وارد نشد  | وارد نشد  | وارد نشد  | وارد نشد  |
| ۱۹۹۵  | وارد نشد    | وارد نشد  | وارد نشد  | وارد نشد  | وارد نشد  | وارد نشد  | وارد نشد  | وارد نشد  |
| ۱۹۹۹  | وارد نشد    | وارد نشد  | وارد نشد  | وارد نشد  | وارد نشد  | وارد نشد  | وارد نشد  | وارد نشد  |
| ۲۰۰۳  | صعود نکرد   | صعود نکرد | صعود نکرد | صعود نکرد | صعود نکرد | صعود نکرد | صعود نکرد | صعود نکرد |
| ۲۰۰۷  | صعود نکرد   | صعود نکرد | صعود نکرد | صعود نکرد | صعود نکرد | صعود نکرد | صعود نکرد | صعود نکرد |
| ۲۰۱۱  | صعود نکرد   | صعود نکرد | صعود نکرد | صعود نکرد | صعود نکرد | صعود نکرد | صعود نکرد | صعود نکرد |
| ۲۰۱۵  | مرحلهٔ گروهی | ۲۳ام      | ۳         | ۰         | ۰         | ۳         | ۳         | ۱۳        |
| مجموع | ۱/۷         | -         | ۳         | ۰         | ۰         | ۳         | ۳         | ۱۳        |

### جام ملتهای زنان آفریقا
| جام ملت‌های زنان آفریقا | جام ملت‌های زنان آفریقا | جام ملت‌های زنان آفریقا | جام ملت‌های زنان آفریقا | جام ملت‌های زنان آفریقا | جام ملت‌های زنان آفریقا | جام ملت‌های زنان آفریقا | جام ملت‌های زنان آفریقا |           |
| سال                    | نتیجه                  | بازی                   | برد                    | تساوی                  | باخت                   | گل زده                 | گل خورده               |           |
| ---------------------- | ---------------------- | ---------------------- | ---------------------- | ---------------------- | ---------------------- | ---------------------- | ---------------------- | --------- |
| ۱۹۹۱                   | وارد نشد               | وارد نشد               | وارد نشد               | وارد نشد               | وارد نشد               | وارد نشد               | وارد نشد               | وارد نشد  |
| ۱۹۹۵                   | وارد نشد               | وارد نشد               | وارد نشد               | وارد نشد               | وارد نشد               | وارد نشد               | وارد نشد               | وارد نشد  |
| ۱۹۹۸                   | وارد نشد               | وارد نشد               | وارد نشد               | وارد نشد               | وارد نشد               | وارد نشد               | وارد نشد               | وارد نشد  |
| ۲۰۰۰                   | وارد نشد               | وارد نشد               | وارد نشد               | وارد نشد               | وارد نشد               | وارد نشد               | وارد نشد               | وارد نشد  |
| ۲۰۰۲                   | صعود نکرد              | صعود نکرد              | صعود نکرد              | صعود نکرد              | صعود نکرد              | صعود نکرد              | صعود نکرد              | صعود نکرد |
| ۲۰۰۴                   | وارد نشد               | وارد نشد               | وارد نشد               | وارد نشد               | وارد نشد               | وارد نشد               | وارد نشد               | وارد نشد  |
| ۲۰۰۶                   | صعود نکرد              | صعود نکرد              | صعود نکرد              | صعود نکرد              | صعود نکرد              | صعود نکرد              | صعود نکرد              | صعود نکرد |
| ۲۰۰۸                   | صعود نکرد              | صعود نکرد              | صعود نکرد              | صعود نکرد              | صعود نکرد              | صعود نکرد              | صعود نکرد              | صعود نکرد |
| ۲۰۱۰                   | صعود نکرد              | صعود نکرد              | صعود نکرد              | صعود نکرد              | صعود نکرد              | صعود نکرد              | صعود نکرد              | صعود نکرد |
| ۲۰۱۲                   | مرحلهٔ گروهی            | ۳                      | ۱                      | ۰                      | ۲                      | ۷                      | ۷                      |           |
| ۲۰۱۴                   | سوم                    | ۵                      | ۲                      | ۱                      | ۲                      | ۸                      | ۸                      |           |
| مجموع                  | ۲/۱۱                   | ۸                      | ۳                      | ۱                      | ۴                      | ۱۵                     | ۱۵                     |           |